# Lista de unidades de conservação com ocorrência do lobo-guará no Brasil
Esta é a lista de unidades de conservação brasileiras nas quais registra-se a presença do lobo-guará (Chrysocyon brachyurus), organizada por unidade federativa:

## Bahia
- Parque Nacional das Nascentes do Rio Parnaíba
- Refúgio de Vida Silvestre das Veredas do Oeste Baiano

## Distrito Federal
- Estação Ecológica de Águas Emendadas
- Parque Nacional de Brasília
- Reserva Biológica da Contagem
- Reserva Ecológica do Roncador
- Estação Ecológica do Jardim Botânico de Brasília

## Goiás
- Floresta Nacional de Silvânia
- Parque Nacional da Chapada dos Veadeiros
- Parque Nacional das Emas
- Reserva Extrativista de Recanto das Araras de Terra Ronca
- Reserva Extrativista Lago do Cedro

## Maranhão
- Parque Estadual do Mirador
- Parque Nacional da Chapada das Mesas
- Parque Nacional das Nascentes do Rio Parnaíba

## Mato Grosso
- Estação Ecológica da Serra das Araras
- Parque Nacional da Chapada dos Guimarães

## Mato Grosso do Sul
- Parque Estadual Nascentes do Rio Taquari
- Parque Estadual das Várzeas do Rio Ivinhema
- Parque nacional da Serra da Bodoquena

## Minas Gerais
- Área de Proteção Ambiental Cavernas do Peruaçu
- Área de Proteção Ambiental do Morro da Pedreira
- Área de Proteção Ambiental da Serra da Mantiqueira
- Estação Ecológica de Pirapitinga
- Estação Ecológica de Sagarana
- Floresta Nacional de Passa Quatro
- Parque Estadual da Serra do Rola-Moça
- Parque Estadual da Serra Negra
- Parque Estadual do Ibitipoca
- Parque Estadual do Itacolomi
- Parque Estadual Grão Mongol
- Parque Estadual Mata Seca
- Parque Estadual Serra das Araras
- Parque Estadual Serra do Brigadeiro
- Parque Estadual Veredas do Peruaçu
- Parque Nacional Cavernas do Peruaçu
- Parque Nacional da Serra da Canastra
- Parque Nacional das Sempre-Vivas
- Parque Nacional Grande Sertão Veredas
- Parque Nacional Serra do Cipó
- Reserva Biológica Jaíba
- Reserva Particular do Patrimônio Natural Santuário Caraça
- Reserva Particular do Patrimônio Natural Unidade de Conservação de Galheiros

## Paraná
- Parque Estadual de Vila Velha
- Parque Estadual do Cerrado
- Parque Estadual do Guartelá
- Parque Nacional de Ilha Grande
- Parque Nacional do Iguaçu

## Piauí
- Estação Ecológica Uruçuí-Una
- Parque Nacional das Nascentes do Rio Parnaíba

## Rio de Janeiro
- Área de Proteção Ambiental da Bacia do Rio São João/Mico-Leão-Dourado
- Área de Proteção Ambiental da Serra da Mantiqueira
- Parque Nacional da Serra da Bocaina
- Parque Nacional da Serra dos Órgãos
- Parque Nacional de Itatiaia
- Reserva Biológica Poço das Antas

## Rio Grande do Sul
- Floresta Nacional de São Francisco de Paula
- Parque Estadual de Itapuã
- Parque Estadual do Caracol
- Parque Nacional da Serra Geral
- Parque Nacional de Aparados da Serra

## Santa Catarina
- Floresta Nacional Três Barras
- Parque Nacional da Serra Geral
- Parque Nacional das Araucárias
- Parque Nacional de Aparados da Serra
- Parque Nacional de São Joaquim

## São Paulo
- Área de Proteção Ambiental da Serra da Mantiqueira
- Estação Ecológica de Santa Bárbara
- Estação Ecológica Itirapina
- Estação Ecológica Jataí
- Floresta Nacional de Lorena
- Parque Estadual do Juquery
- Parque Estadual Vassununga
- Parque Nacional da Serra da Bocaina

## Tocantins
- Estação Ecológica Serra Geral do Tocantins
- Parque Estadual do Jalapão
- Parque Nacional do Araguaia
- Parque Nacional das Nascentes do Rio Parnaíba